# 2432 Soomana
2432 Soomana (1981 FA) là một tiểu hành tinh vành đai chính được phát hiện ngày 30 tháng 3 năm 1981 bởi E. Bowell ở Flagstaff (AM).